# Maspujols
Maspujols é um município da Espanha, na comarca do Baix Camp, província de Tarragona, comunidade autónoma da Catalunha. Tem 3,66 km² de área e em 2021 tinha 826 habitantes (densidade: 225,7 hab./km²). Limita com os municípios de Alforja, L'Aleixar, Riudoms e Les Borges del Camp.